# Lacy-Lakeview (Teksas)
Lacy-Lakeview je grad u američkoj saveznoj državi Teksas. Prema popisu stanovništva iz 2010. u njemu je živjelo 6.489 stanovnika.